# Uperoleia martini
Az Uperoleia martini a kétéltűek (Amphibia) osztályának békák (Anura) rendjébe, a Myobatrachidae családba, azon belül az Uperoleia nembe tartozó faj.

## Előfordulása
Ausztrália endemikus faja. Elterjedési területe Victoria állam East Gippsland régiójának partvidékére és Új-Dél-Walesre korlátozódik.  Elterjedési területének mérete nagyjából 15 800 km².

## Nevének eredete
Nevét Angus Anderson Martin ausztrál herpetológus tiszteletére kapta.

## Megjelenése
Kis termetű békafaj, testhossza elérheti a 3,5 cm-t. Háta világosszürke vagy majdnem fekete, sötétbarna vagy halványbarna foltokkal. Feje közepén gyakran egy halványbarna, alig kivehető hosszanti csík húzódik. Szeme alatt néha sárga folt látható. Hasa sötétbarna, apró kékesszürke foltokkal borított; a hímek torka csaknem fekete. Pupillája csaknem kerek, a szivárványhártya arany vagy aranybarna. A karok felső része a vállnál sárga, az ágyék és a combok hátsó része pedig élénksárga. Ujjai között nincs úszóhártya, ujjai végén apró korongok vannak. A vállakon lévő parotoid mirigyek nagy méretűek.

## Életmódja
Élőhelyét száraz erdők, bozótosok és gyepek alkotják. Leggyakrabban víz közelében fordul elő, de megtalálható a télen vagy tavasszal elárasztott száraz mélyedésekben is. A hímek tavasszal és nyáron a vizek széléről vagy a víz fölé magasodó alacsony növényzetből hallatják hangjukat.
Tavasztól nyárig szaporodik. A petéket egyenként rakja le a vízfelszín alatti növényzetre tavakban, mocsarakban és elárasztott füves területeken. Az ebihalak hossza elérheti a 4 cm-t, és csaknem fekete színűek. Gyakran a víztestek alján maradnak. Nem ismert, hogy mennyi idő alatt fejlődnek békává.

## Természetvédelmi helyzete
A vörös lista alapján a fajra vonatkozóan nincsenek adatok (adathiányos), populációiról sem állnak rendelkezésre adatok.